# Чернушка
Чернушка (рус. Чернушка) град је у Русији у Пермском крају.

## Становништво
| 1959.  | 1970.  | 1979.  | 1989.  | 2002.  | 2010.  |
| ------ | ------ | ------ | ------ | ------ | ------ |
| 12.094 | 21.106 | 28.102 | 34.835 | 35.713 | 33.272 |